# Venturi Racing
ROKiT Venturi Racing (anteriormente Venturi Formula E Team) es una escudería de automovilismo monegasca creada para competir en el campeonato de Fórmula E organizado por la Federación Internacional del Automóvil (FIA). Con sede en Mónaco, ha sido fundada por Venturi y el actor estadounidense Leonardo DiCaprio.

## Historia
Para la temporada inaugural 2014-15, Venturi contrató a Nick Heidfeld y Stéphane Sarrazin como pilotos titulares. En el campeonato de pilotos, resultaron 12° y 14°, respectivamente, mientras que en el campeonato de constructores, Venturi se ubicó penúltimo, solo por delante de Amlin Aguri. En la carrera inaugural de la categoría, en Biejing, Heidfeld se ubicaba en la primera posición, pero Nicolas Prost lo chocó en la última curva tras disputar la posición.
Para la segunda temporada Venturi hizo historia, al tener en su equipo al primer excampeón de Fórmula 1 participando en la Fórmula E, una vez que confirmara que correría Jacques Villeneuve. No obstante, el nivel estuvo lejos de su compañero de equipo, Stéphane Sarrazin, y luego del Punta del Este ePrix (tercera fecha del campeonato) Venturi confirmó que sería reemplazado por Mike Conway.
Su pareja de pilotos de 2018-19 fueron Felipe Massa y Edoardo Mortara. Norman Nato remplazó a Massa para la temporada 2020-21, para ser sustituido por el campeón 2016-17 Lucas di Grassi para la siguiente temporada. En 2020-21, Mortara logró el mejor resultado de un piloto de Venturi en el campeonato al resultar subcampeón.

## Monoplazas
La siguiente galería muestra los modelos utilizados por Venturi en Fórmula E.
|                                 |
| Spark-Renault SRT 01E (2014-15) |

|                                     |
| Spark-Venturi VM200-FE-01 (2015-16) |

|                                     |
| Spark-Venturi VM200-FE-02 (2016-17) |

|                                     |
| Spark-Venturi VM200-FE-03 (2017-18) |

|                               |
| Spark-Venturi VFE05 (2018-19) |

## Resultados

### Fórmula E
(Clave) (negrita indica pole position) (cursiva indica vuelta rápida)

| Temp.   | Tren motriz                      | Neu. | N.º | Pilotos            | 1   | 2   | 3   | 4   | 5   | 6    | 7    | 8    | 9    | 10   | 11   | 12  | 13  | 14  | 15  | 16  | Puntos | Pos. |
| ------- | -------------------------------- | ---- | --- | ------------------ | --- | --- | --- | --- | --- | ---- | ---- | ---- | ---- | ---- | ---- | --- | --- | --- | --- | --- | ------ | ---- |
| 2014-15 | Spark-Renault SRT 01E            | M    |     |                    | BEI | PUT | PDE | BUE | MIA | LBH  | MCA  | BER  | MSC  | LON  | LON  |     |     |     |     |     | 53     | 9.º  |
| 2014-15 | Spark-Renault SRT 01E            | M    | 23  | Nick Heidfeld      | 13† | DSQ | 10  | 8   | 12  | 11   | 10   | 5    | 3    | 13   | Ret  |     |     |     |     |     | 53     | 9.º  |
| 2014-15 | Spark-Renault SRT 01E            | M    | 30  | Stéphane Sarrazin  | 9   | 12  | Ret | 10  | Ret | 10   | 7    | 6    | 14   | 10   | 15   |     |     |     |     |     | 53     | 9.º  |
| 2015-16 | Spark-Venturi VM200-FE-01        | M    |     |                    | BEI | PUT | PDE | BUE | MEX | LBH  | PAR  | BER  | LON  | LON  |      |     |     |     |     |     | 77     | 6.º  |
| 2015-16 | Spark-Venturi VM200-FE-01        | M    | 4   | Stéphane Sarrazin  | 9   | 4   | 9   | 4   | 9   | 2    | 5    | 10   | 10   | 5    |      |     |     |     |     |     | 77     | 6.º  |
| 2015-16 | Spark-Venturi VM200-FE-01        | M    | 12  | Jacques Villeneuve | 14  | 11  | DNQ |     |     |      |      |      |      |      |      |     |     |     |     |     | 77     | 6.º  |
| 2015-16 | Spark-Venturi VM200-FE-01        | M    | 12  | Mike Conway        |     |     |     | 15  | 12  | 10   | 14   | 8    | 9    | 13   |      |     |     |     |     |     | 77     | 6.º  |
| 2016-17 | Spark-Venturi VM200-FE-02        | M    |     |                    | HNK | MAR | BUE | MEX | MON | PAR  | BER  | BER  | NYC  | NYC  | MTL  | MTL |     |     |     |     | 30     | 9.º  |
| 2016-17 | Spark-Venturi VM200-FE-02        | M    | 4   | Stéphane Sarrazin  | 10  | 12  | 12  | 15  | 15  | 10   |      |      |      |      |      |     |     |     |     |     | 30     | 9.º  |
| 2016-17 | Spark-Venturi VM200-FE-02        | M    | 4   | Tom Dillmann       |     |     |     |     |     |      | 18   | 15   | 13   | 7    | 10   | 10  |     |     |     |     | 30     | 9.º  |
| 2016-17 | Spark-Venturi VM200-FE-02        | M    | 5   | Tom Dillmann       |     |     |     |     |     | 8    |      |      |      |      |      |     |     |     |     |     | 30     | 9.º  |
| 2016-17 | Spark-Venturi VM200-FE-02        | M    | 5   | Maro Engel         | 9   | Ret | Ret | Ret | 5   |      | 9    | Ret  | Ret  | Ret  | 12   | 18  |     |     |     |     | 30     | 9.º  |
| 2017-18 | Spark-Venturi VM200-FE-03        | M    |     |                    | HKG | HKG | MAR | SAN | MEX | PDE  | ROM  | PAR  | BER  | ZUR  | NYC  | NYC |     |     |     |     | 72     | 7.º  |
| 2017-18 | Spark-Venturi VM200-FE-03        | M    | 4   | Edoardo Mortara    | 7   | 2   | 17† | 13  | 8   | 17   | 10   | 13   |      | Ret  |      |     |     |     |     |     | 72     | 7.º  |
| 2017-18 | Spark-Venturi VM200-FE-03        | M    | 4   | Tom Dillmann       |     |     |     |     |     |      |      |      | 13   |      | 4    | Ret |     |     |     |     | 72     | 7.º  |
| 2017-18 | Spark-Venturi VM200-FE-03        | M    | 5   | Maro Engel         | 13  | 7   | 12  | Ret | 16  | 10   | 8    | 4    | 8    | 11   | 8    | Ret |     |     |     |     | 72     | 7.º  |
| 2018-19 | Spark-Venturi VFE05              | M    |     |                    | ALD | MAR | SAN | MEX | HKG | SNY  | ROM  | PAR  | MON  | BER  | BRN  | NYC | NYC |     |     |     | 88     | 8.º  |
| 2018-19 | Spark-Venturi VFE05              | M    | 19  | Felipe Massa       | 17  | 18  | Ret | 8   | 5   | 10   | Ret  | 9    | 3    | 15   | 8    | 16† | 15  |     |     |     | 88     | 8.º  |
| 2018-19 | Spark-Venturi VFE05              | M    | 48  | Edoardo Mortara    | 19  | 13  | 4   | 3   | 1   | 13   | Ret  | Ret  | Ret  | 11   | Ret  | Ret | Ret |     |     |     | 88     | 8.º  |
| 2019-20 | Mercedes-Benz EQ Silver Arrow 01 | M    |     |                    | DIR | DIR | SAN | MEX | MAR | BER1 | BER1 | BER2 | BER2 | BER3 | BER3 |     |     |     |     |     | 44     | 10.° |
| 2019-20 | Mercedes-Benz EQ Silver Arrow 01 | M    | 19  | Felipe Massa       | 12  | 17  | 9   | Ret | 17  | Ret  | Ret  | 19   | 10   | 13   | 16   |     |     |     |     |     | 44     | 10.° |
| 2019-20 | Mercedes-Benz EQ Silver Arrow 01 | M    | 48  | Edoardo Mortara    | 7   | 4   | Ret | 8   | 5   | 17   | 8    | 14   | 14   | 8    | 10   |     |     |     |     |     | 44     | 10.° |
| 2020-21 | Mercedes-EQ Silver Arrow 02      | M    |     |                    | DIR | DIR | ROM | ROM | VAL | VAL  | MON  | PUE  | PUE  | NYC  | NYC  | LON | LON | BER | BER |     | 146    | 7.°  |
| 2020-21 | Mercedes-EQ Silver Arrow 02      | M    | 48  | Edoardo Mortara    | 2   | DNS | Ret | 4   | Ret | 9    | 12   | 3    | 1    | 14   | 17   | 9   | 11  | 2   | Ret |     | 146    | 7.°  |
| 2020-21 | Mercedes-EQ Silver Arrow 02      | M    | 71  | Norman Nato        | 14  | 16  | 11  | DSQ | NC  | 5    | 13   | 14   | Ret  | 15   | 7    | NC  | Ret | 4   | 1   |     | 146    | 7.°  |
| 2021-22 | Mercedes-EQ Silver Arrow 02      | M    |     |                    | DIR | DIR | MEX | ROM | ROM | MON  | BER  | BER  | YAK  | MAR  | NYC  | NYC | LON | LON | SEÚ | SEÚ | 228    | 2.°  |
| 2021-22 | Mercedes-EQ Silver Arrow 02      | M    | 11  | Lucas di Grassi    | 5   | 3   | 12  | 11  | 8   | 6    | Ret  | 4    | 7    | 5    | 2    | Ret |     |     |     |     | 228    | 2.°  |
| 2021-22 | Mercedes-EQ Silver Arrow 02      | M    | 48  | Edoardo Mortara    | 6   | 1   | 5   | 7   | Ret | Ret  | 1    | 2    | 3    | 1    | 9    | 10  |     |     |     |     | 228    | 2.°  |
| Fuente: |                                  |      |     |                    |     |     |     |     |     |      |      |      |      |      |      |     |     |     |     |     |        |      |